# Angela Montenegro
Angela Pearly-Gates Montenegro-Hodgins is een personage in de Amerikaanse televisieserie Bones. De rol wordt gespeeld door Michaela Conlin.
Angela Montenegro onderscheidt zich duidelijk van de anderen in het team van Dr. Temperance Brennan. Ze is een schilderes, een wilde meid van het goede leven. Uiteindelijk is ze bij het Jeffersonian Institute terechtgekomen, waar ze zich toelegt op gezichtsreconstructies. Ze heeft een driedimensionale holografische computer ontworpen, genaamd de 'Angelator'.
Angela is open, vriendelijk en zorgzaam - en hoewel ze een heel ander leven leidt dan haar collega's, doet ze qua intelligentie zeker niet voor hen onder. Ze heeft een verzorgende rol in het team. Ze probeert Dr. Brennan wat meer onder de mensen te laten komen en ze adviseert Zack Addy over zijn seksleven.
Er is weinig bekend over Angela's achtergrond, hoewel halverwege het eerste seizoen duidelijk wordt dat ze de dochter is van Billy Gibbons van ZZ Top. Verder wordt er, behalve haar roerige liefdesleven, niet veel over haar onthuld. Ze is ooit getrouwd tijdens een vuurceremonie op de Fiji-eilanden, maar ze had geen idee dat het een wettig huwelijk was en haar echtgenoot heeft ze nooit meer gezien.
Angela heeft een onduidelijke relatie met Dr. Jack Hodgins. Hij is verliefd op haar en ze stemt toe in een date, maar na te hebben gezoend, verandert ze toch van gedachten en besluit ze dat het beter is om maar gewoon vrienden te blijven. Ze is bang dat de sfeer in het team beïnvloed wordt als hun relatie ooit verkeerd loopt. Verderop in het tweede seizoen wordt duidelijk dat Angela en Hodgins echter veel meer zijn dan gewoon vrienden.
Later trouwen ze uiteindelijk en in seizoen 6 krijgen ze een zoon die ze vernoemen naar hun vermoorde collega.